# Karl-Otto Hartjen

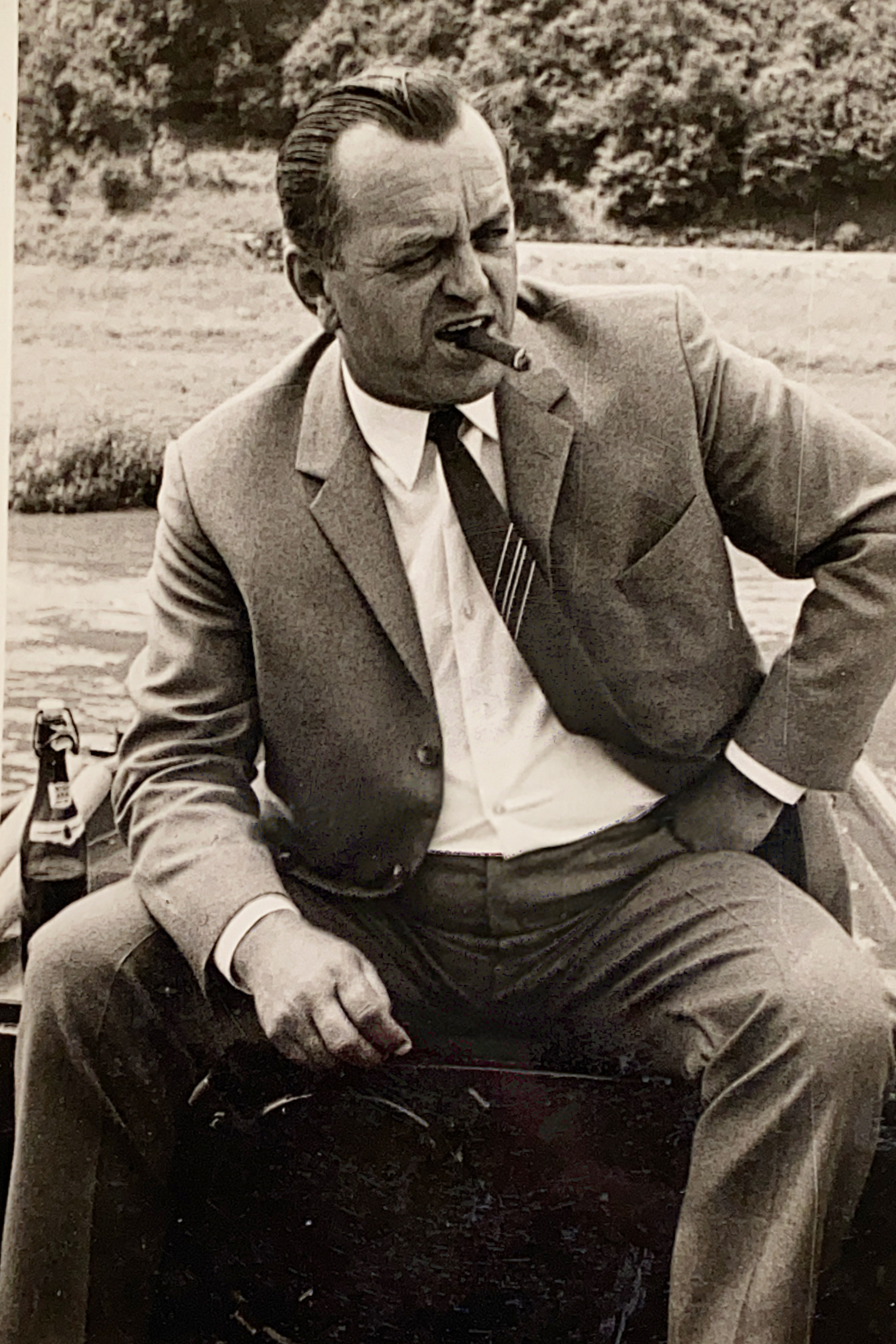
Karl Otto Hartjen

Karl-Otto Hartjen (* 14. August 1920 in Bremen; † 16. November 1972 in Bremen) war ein Bremer Politiker (SPD) und Mitglied der Bremischen Bürgerschaft.
Bild

## Biografie

### Ausbildung und Beruf
Hartjen erlernte nach der Volksschule den Beruf eines Maschinenschlossers und war seit 1938 im Beruf tätig.
Er war nach dem Krieg von 1946 bis 1966 als Polizeibeamter in Bremen tätig. Von 1953 bis 1966 wirkte er als Mitglied im Personalrat der Polizei Bremen. Von 1966 bis 1972 (†) war er Geschäftsführer der Bremer Parkplatz Gesellschaft.

### Politik
Von Oktober 1933 – Oktober 1940 war Hartjen in der Hitlerjugend, seit 1938 Gefolgschaftsführer, HJ-Schieß- und Leistungsabzeichen.
Von Oktober 1940 – 1945 in der Waffen-SS, dort ab Januar 1943 Unterscharführer. Er diente als Soldat im Zweiten Weltkrieg.
Im Meldebogen hatte Hartjen seine Mitgliedschaft in der Waffen-SS nicht angegeben und bestand bei wiederholten Befragungen darauf, dass er nicht Angehöriger der Waffen-SS gewesen sei, sondern als regulärer Panzersoldat wiederholt zu SS-Verbänden abkommandiert war und dann auch SS-Uniform getragen habe. Obwohl Recherchen der Bremer Militärregierung ergaben, dass er sich im Oktober 1940 als Kriegsfreiwilliger zur paramilitärischen Sonderheit SS-Verfügungstruppe gemeldet hatte und seine Eheschließung im Mai 1942 im Büro der NSDAP-Ortsgruppe Oslebshausen in Form einer SS-Eheweihe vollzogen wurde, blieb er dabei, nicht Angehöriger der Waffen-SS gewesen zu sein und erklärte zur „Eheweihe“, dass diese nur auf Wunsch seiner Ehefrau vollzogen wurde.
Nach dem Krieg wurde Hartjen Mitglied der SPD. Er war von 1959 bis 1972 (†) 13 Jahre lang Mitglied der Bremischen Bürgerschaft und in verschiedene Deputationen und Ausschüssen der Bürgerschaft tätig.

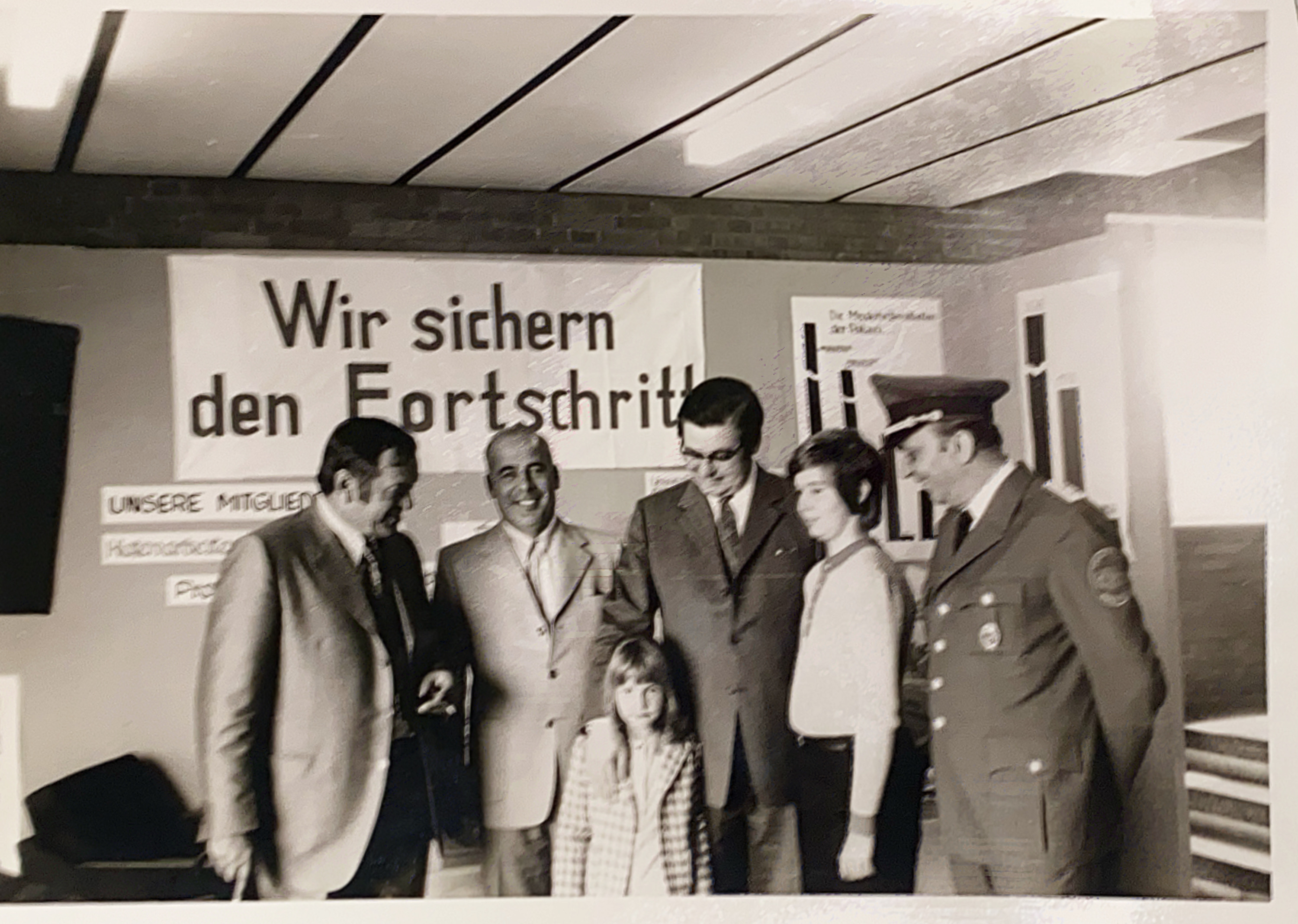
v.l. Karl Otto Hartjen, unbek., Hans Koschnick, unbek., unbek.